# خانه رقیه طوفانی
خانه رقیه طوفانی مربوط به دوره قاجار است و در شیراز، محله سرباغ، کوچه عطاران، پلاک ۴ واقع شده و این اثر در تاریخ ۱۰ خرداد ۱۳۸۲ با شمارهٔ ثبت ۸۶۷۴ به‌عنوان یکی از آثار ملی ایران به ثبت رسیده است.